# Reductoniscus tuberculatus
Reductoniscus tuberculatus är en kräftdjursart som beskrevs av Klaus Ulrich Leistikow1997. Reductoniscus tuberculatus ingår i släktet Reductoniscus och familjen Armadillidae. Inga underarter finns listade i Catalogue of Life.